# ألفرد ريتشاردسون
ألفرد ريتشاردسون (24 يوليو 1874 في المملكة المتحدة - 17 ديسمبر 1934 في جنوب أفريقيا) (بالإنجليزية: Alfred Richardson)‏ هو لاعب كريكت بريطاني (وحمل سابقاً جنسية المملكة المتحدة لبريطانيا العظمى وأيرلندا). لعب مع نادي مقاطعة غلوستر للكريكت ‏ ونادي مقاطعة سومرست للكريكت ‏ وFree State (cricket team) ‏ ونادي جامعة كامبريدج للكريكيت ‏.